# Kloster El Paular

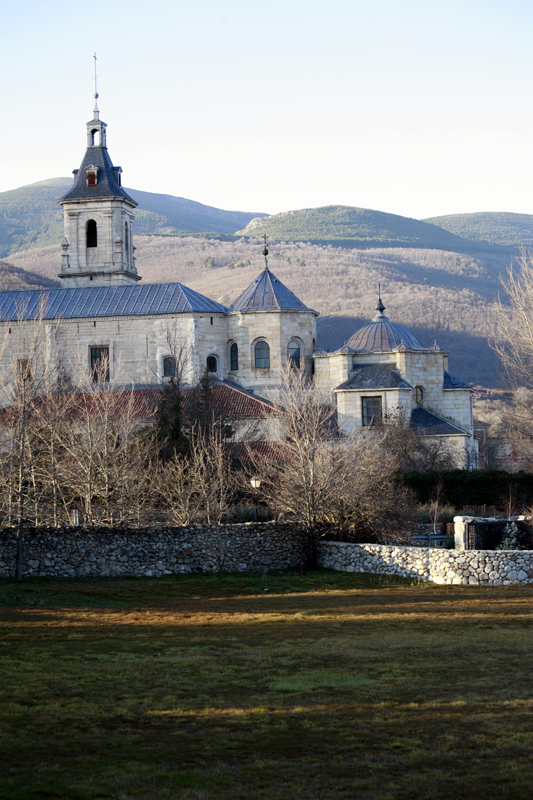
Kloster El Paular

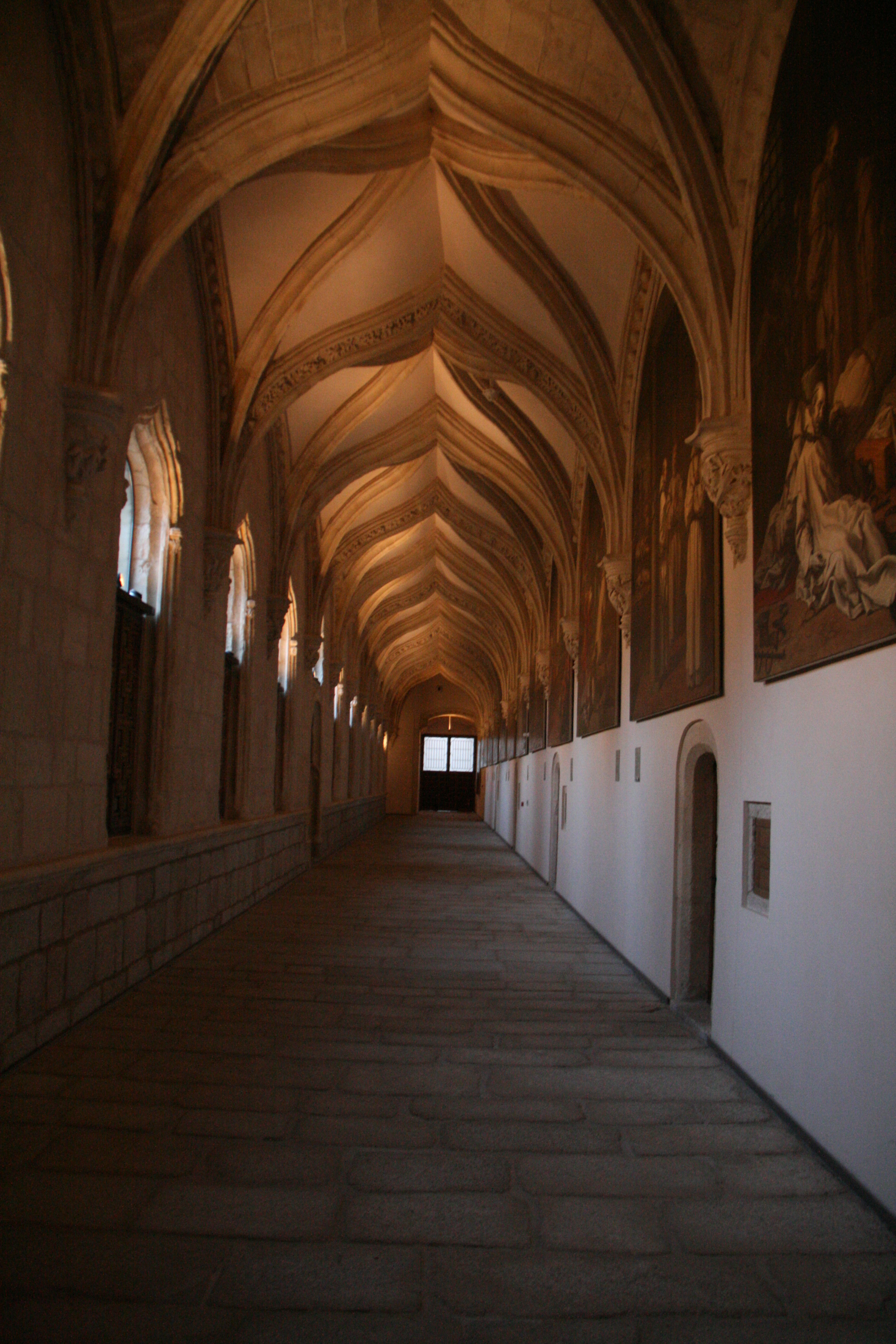
Das renovierte Innere der Kloster der Kartause des Paular mit den Gemälden von Vincenzo Carducci.

Das Königliche Kloster Santa María de El Paular (spanisch Real Monasterio de Santa María de El Paular) ist ein ehemaliges, im Jahr 1390 gegründetes Kartäuserkloster, das 1954 in ein Benediktinerkloster umgewandelt wurde. Es befindet sich in der spanischen Gemeinde Rascafría am Fuße der Sierra de Guadarrama, einige Kilometer nordwestlich von Madrid.

## Geschichte
Das Kloster wurde 1390 auf königliche Anweisung an der Stelle einer alten Kapelle errichtet. Rodrigo Alonso ließ 1403 einen kleinen Palast anbauen. An dem Bau der Klosteranlage waren mehrere berühmte Architekten beteiligt, darunter Juan Guas, Rodrigo Gil de Hontañón, Francisco Hurtado und Vicente Acero. 1755 zerstörte ein Erdbeben das Turm- und Kirchenschiffdach. Nach der Auflösung im Zuge der Desamortisation (1835) stand das Kloster für einige Jahrzehnte leer. Während im Jahr 1954 wieder Benediktinermönche einzogen, werden Teile der Anlage heute als Luxushotel von der Kette Sheraton vermietet.

## Innenausstattung

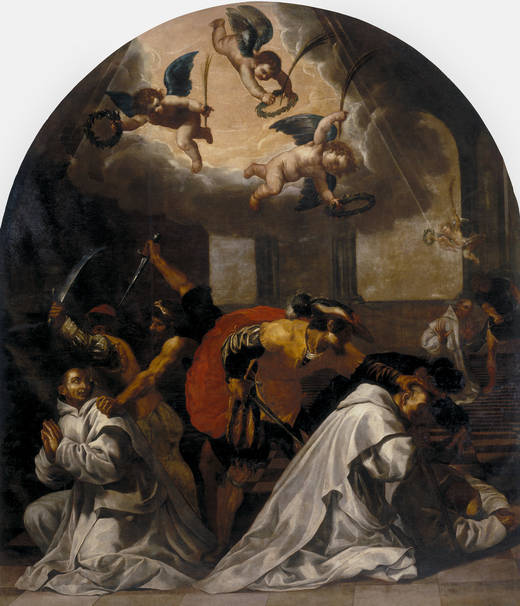
Martyrium der Kartäuser von London, Teil des Bilderzyklus im Kloster von El Paular

Die einfache, schlichte Außenfassade des Klosters steht in starkem Kontrast zu den aufwendigen Spätbarock-Dekorationen der Sakristeikapelle und der Transparente (Tabernakel, Mitte 18. Jahrhundert) von Francisco Hurtado, die mehrfarbigen Marmor, salomonische Säulen und vergoldetes Blattwerk enthält. Die Silberdekoration der Kirche umfasste einen 24 Arroba (etwa 320 kg) schweren Schutzengel, der zusammen mit anderen wertvollen Kirchengegenständen von Napoleons Armee geplündert wurde. In sehr gutem Zustand erhalten sind noch ein großes, aus Holz geschnitztes Altarretabel aus dem 15. Jahrhundert und eine aus Eisen gearbeitete Trennwand, die den Klosterchor vom Hauptschiff abgrenzt. Eine weitere Besonderheit stellt das im maurischen Stil gestaltete Refektorium dar.
Das Kloster besaß früher eine berühmte Bücher- und Kartensammlung, die jedoch aufgelöst wurde. Der sogenannte „Kartäuserzyklus“, 54 Gemälde von Vincenzo Carducci über das Leben des heiligen Bruno und die Geschichte der Kartäuser, inklusive des Martyriums der englischen Kartäuser, war lange Zeit in Vergessenheit geraten und auf mehrere lokale Museen verstreut. Er konnte im Jahr 2011 bis auf zwei im Spanischen Bürgerkrieg von 1936 – 1939 zerstörte Bilder von dem Forscher Werner Beutler wieder dem Kloster übergeben werden. Es handelt sich um den größten aller jemals gemalten Kartäuserzyklen.